# Johannes Peter Müller
Johannes Peter Müller (14 de julio de 1801 - 28 de abril de 1858) fue un anatomista y fisiólogo alemán que realizó contribuciones importantes en los campos de la Fisiología, la Neurobiología, la Anatomía Comparada, la Embriología y la Zoología.

## Biografía
Anatomista y fisiólogo alemán. Nació en Coblenza y falleció en Berlín. Su padre era maestro zapatero. Realizó sus primeros estudios en el instituto. Se trasladó a Bonn con la sana intención de estudiar teología pero se cambió a la medicina. Obtuvo el premio de la facultad por un trabajo que realizó sobre la respiración del feto, y llegó a doctorarse cuando contaba 23 años, en 1824. Fue nombrado, en 1827, profesor auxiliar. Fue catedrático no titular de medicina en la universidad de Bonn. En 1832 falleció su maestro Karl Asmund Rodolphi y Müller solicitó su puesto. En 1833 fue llamado a Berlín para crear un centro de anatomía y fisiología. Viajó por el Mediterráneo, mar del Norte y Báltico. En 1833 editó Manual de fisiología. Ocupó tres veces el puesto de decano de la facultad de medicina y dos veces el de rector de la universidad. Falleció víctima de una apoplejía debida a arteriosclerosis.
Sus investigaciones versaron sobre la medicina y la biología, sobre todo trató de la fisiología general, embrionaria, la anatomía comparada y la zoología. La observación y el experimento fueron la base de sus investigaciones, la observación simple, infatigable, aplicada, sincera y sin una opinión hecha. Demostró la existencia del conducto de Müller, describió los órganos sexuales. Logró descubrir la estructura y funcionamiento de las glándulas con ayuda de la microscopia. Además propuso la ley de las energías nerviosas específicas, que establece que cada sistema sensorial responderá del mismo modo ante la llegada de un estímulo, siendo esta respuesta específica del órgano sensorial en cuestión.

## Obra

### Fisiología
Las contribuciones de Müller a la fisiología son múltiples, destacando su estudio de la voz, el habla y el oído, así como las propiedades físico-químicas del sistema linfático, el quilo y la sangre. En total publicó 267 trabajos, 20 de ellos eran monografías.
Su libro de texto Handbuch der Physiologie des Menschen (1833-1840) marcó el inicio de un nuevo período en el estudio de la fisiología. Por primera vez, los resultados de la anatomía comparada en humanos, así como de la química y otras ciencias naturales se unían en la investigación de problemas fisiológicos. La parte más importante de este trabajo estaba dedicada a la acción nerviosa y los mecanismos sensitivos. En ella, Müller estableció por primera vez el principio según el cual, el tipo de sensación que sigue a una estimulación no depende del modo de estimulación sino de la naturaleza del órgano sensitivo. De este modo, la luz, la presión o la estimulación mecánica que actúan sobre la retina y el nervio óptico producen invariablemente impresiones luminosas.
En el campo de la fisiología de los sentidos, Müller, en 1820, formuló la Teoría de la energía específica de los nervios en la que afirmaba que cada sensación estaba determinada por la actividad específica de los nervios sensoriales que le servían de medio de transmisión, independientemente de cual fuera el estímulo que causara esa actividad. Esta idea de la psicofísica, sin embargo, se ha demostrado incorrecta.

### Anatomía y embriología comparadas
En 1830 estudia la embriología de los órganos genitales y describe, por vez primera, el llamado "conducto de Müller".  Entre los años 1840 y 1850 Müller se dedicó a la anatomía comparada, especialmente de los peces y los invertebrados marinos.
Müller fue un gran defensor de la teoría vertebral del cráneo, apoyándose en sus observaciones embriológicas.

## Legado
Su enseñanza ejercerá una gran influencia sobre numerosos científicos célebres como Hermann von Helmholtz (1821-1894), Emil du Bois-Reymond (1818-1896), Theodor Schwann (1810-1882), Friedrich Gustav Jakob Henle (1809-1885) o Carl Ludwig (1816-1895)

## Abreviatura (zoología)
La abreviatura Müller  se emplea para indicar a Johannes Peter Müller como autoridad en la descripción y taxonomía en zoología.